# Дворец культуры профсоюзов (Минск)
Дворец культуры профсоюзов (бел. Палац культуры прафсаюзаў; другое название — Минский Дворец культуры Белсовпрофа) — дом культуры профсоюза Беларуси, центр культурно-массовой и просветительской работы.
Построен в 1954 г. Открыт 3 июля 1956 г. Архитектор В. А. Ершов. Располагается по адресу пр. Независимости, 25 (станция метро «Октябрьская». Имеет несколько залов, студий. Главным фасадом обращен к Октябрьской площади. На фасаде установлена скульптурная группа (скульпторы А. Глебов, В. Попов, С. Селиханов).

## История
На месте сегодняшнего Дворца профсоюзов (на бывшей Захарьевской, 97) находился «дом Борща». Здесь была контора объявлений со своим печатным органом. В этом же здании находился контроль Либаво-Роменской железной дороги. Это был небольшой деревянный домик.
В 1949 г. началось строительство Дворца профсоюзов по проекту В. А. Ершова. Окончание строительства — в 1954 г. Открытие состоялось 3 июля 1956 года.
26 апреля 2008 г. с фронтона здания, при помощи башенных кранов, были сняты, почти на полгода, на реставрацию, украшавшие его скульптурные композиции. Так же была отреставрирована и композиция, размещённая на фронтоне здания. Это — девушка со скрипкой, мальчик с глобусом, рабочий, крестьянка, спортсменка и учёный (авторы работ — скульпторы Сергей Селиханов, Алексей Глебов и Виктор Попов).

## Описание

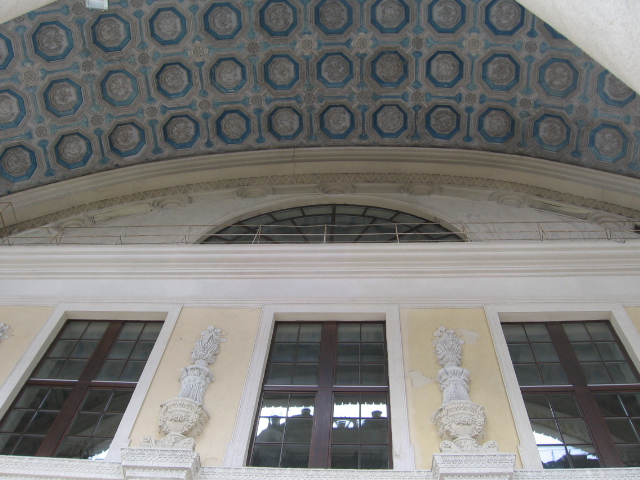
Свод арки на входе в ДК Профсоюзов

На первом этаже Дворца культуры расположен вместительный и богатый по своему внутреннему устройству колонный зал. Здесь же находился театр Дворца культуры профсоюзов. Зал этого театра рассчитан на 850 мест с партером и ярусами. Сцена театра оборудована по образцу Большого академического театра в Москве. Стены колонного и театрального залов украшены лепниной.
В 2005 году был открыт новый хореографический зал, оборудованный станками и зеркальной стеной.
В Белом зале площадью 256 квадратных метров проводятся торжественные мероприятия и занятия танцевальных коллективов.
Помимо этого, гости Дворца могут посетить уютное «Арт-кафе» на 60 мест.

## Месторасположение
Здание имеет адрес пр. Независимости, 25 и находится на Октябрьской площади.
Ближайшие строения — Дворец Республики.
Ближайшая станция метро — «Октябрьская» (один из выходов из которой находится прямо возле Дворца культуры профсоюзов).